# Biennale de Gwangju
La biennale de Gwangju (광주 비엔날레), qui a débuté en septembre 1995 dans la ville de Gwangju (dans la province du Jeollanam de Corée du Sud), a été la première biennale d'art contemporain d'Asie. Le but de la biennale de Gwangju est la mondialisation de l'art et le respect de la diversité plutôt que l'uniformité. Plus de 500 artistes provenant de 60 pays, quelques conservateurs étrangers et des critiques viennent dans la capitale de cette province, dont 1,3 million de citoyens n'avait vu pratiquement aucune exposition d'art contemporain international.
Jusqu'à la biennale, Gwangju était connue pour avoir été le théâtre du soulèvement démocratique des étudiants contre son régime militaire (voir soulèvement de Gwangju). Depuis lors, la ville symbolise la résistance démocratique dans le pays. Le maire espère que la biennale servira à « éclaircir les idées fausses concernant l'histoire de Gwangju... une ville de lumière qui utilise l'art pour égayer la sombre réalité de la séparation coréenne. »

## Éditions
- 1er : 20 septembre 1995 - 20 novembre 1995 : Beyond the Borders
- 2e : 1er septembre 1997 - 27 novembre 1997 : Unmapping the Earth
- 3e : 29 mars 2000 - 7 juin 2000 : Man and Space
- 4e : 29 mars 2002 - 29 juin 2002 : P A U S E
- 5e : 10 septembre 2004 - 13 novembre 2004 : A Grain of Dust a Drop of Water
- 6e : 8 septembre 2006 - 11 novembre 2006 : Fever Variations
- 7e : 5 septembre 2008 - 9 novembre 2008 : On the Road / Position Papers / Insertions
- 8e : 3 septembre 2010 - 7 novembre 2010 : 10000LIVES
- 9e : 7 septembre 2012 - 11 novembre 2012 : ROUNDTABLE
- 10e : 5 septembre 2014 - 9 novembre 2014 : Burning Down the House
- 11e : septembre-novembre 2016 - The Eighth Climate (What does art do?)[1]
- 12e : 2018 - Imagined Borders (2018)[2]
- 13e : 2021 - Minds Rising Spirits Tuning[3]
- 14e : 2023 - Soft and Weak Like Water[4]